# 오쿠데라 사토코
오쿠데라 사토코 (奥寺佐渡子, 1966년 ~ )는 일본의 시나리오 작가이다. 1993년 영화 《이사》로 데뷔했다. 

## 참가 작품

### 영화
- 《이사》 (1993)
- 《학교괴담 4》 (1999)
- 《마계환생》 (2003)
- 《꽃》 (2003)
- 《기묘한 아파트》 (2004)
- 《시간을 달리는 소녀》 (2006)
- 《천사》 (2006)
- 《말해도 말해도》 (2007)
- 《괴담》 (2007)
- 《썸머 워즈》 (2009)
- 《8일째 매미》 (2011)
- 《경멸 : 에고이스트》 (2011)
- 《어느 비행사에 대한 추억》 (2011)
- 《늑대아이》 (2012)
- 《초원의 의자》 (2013)
- 《밴쿠버의 아침》 (2014)
- 《해파리 공주》 (2014)
- 《마에스트로》 (2015)
- 《커피가 식기 전에》 (2018)

### 방송
- 《야행 관람차》 (2013)
- 《N을 위하여》 (2014)
- 《리버스》 (2017)

## 수상
1995년
- 마이니치 영화콩쿨 우수상
- 일본 아카데미상 각본상

2010년
- 제9회 도쿄 애니메이션 어워드 각본상

2012년
- 제35회 일본 아카데미상 우수 각본상